# Ручов-Штомпоровски, Катрин
Катрин Ручов-Штомпоровски (нем. Katrin Rutschow-Stomporowski; род. 2 апреля 1975, Варен), в девичестве Ручов (нем. Rutschow) — немецкая гребчиха, выступавшая за сборную Германии по академической гребле в период 1991—2004 годов. Двукратная олимпийская чемпионка, четырёхкратная чемпионка мира, победительница многих регат национального и международного значения. Также известна как тренер по академической гребле.

## Биография
Катрин Ручов родилась 2 апреля 1975 года в городе Варен, ГДР. Заниматься академической греблей начала в 1989 году, проходила подготовку в Берлине в столичном гребном клубе «Ванзе» под руководством тренеров Дитера Ома и Ютты Лау.
Впервые заявила о себе в гребле в 1991 году, выиграв серебряную медаль в парных одиночках на чемпионате мира среди юниоров в Испании. Год спустя на юниорском мировом первенстве в Канаде стала чемпионкой в одиночках. Ещё через год на аналогичных соревнованиях в Норвегии повторила это достижение в той же дисциплине.
Первого серьёзного успеха на взрослом международном уровне добилась в сезоне 1994 года, когда вошла в основной состав немецкой национальной сборной и выступила на чемпионате мира в Индианаполисе, где одержала победу в зачёте парных четвёрок.
В 1995 году на мировом первенстве в Тампере вновь была лучшей в четвёрках.
Благодаря череде удачных выступлений удостоилась права защищать честь страны на летних Олимпийских играх 1996 года в Атланте — в составе четырёхместного экипажа, куда также вошли гребчихи Керстин Кёппен, Яна Зоргерс и Катрин Борон, победила в четвёрках парных, получив тем самым золотую олимпийскую медаль.
В 1997 году в двойках одержала победу на домашнем этапе Кубка мира в Мюнхене, тогда как на чемпионате мира в Эгбелете попасть в число призёров не смогла — показала в одиночках лишь пятый результат.
В 1998 году побывала на мировом первенстве в Кёльне, откуда привезла награду серебряного достоинства, выигранную в одиночках — в решающем финальном заезде уступила россиянке Ирине Федотовой.
На чемпионате мира 1999 года в Сент-Катаринсе вновь стала серебряной призёркой в одиночках — на сей раз пропустила вперёд представительницу Беларуси Екатерину Карстен.
Находясь в числе лидеров гребной команды Германии, Ручов-Штомпоровски благополучно прошла отбор на Олимпийские игры 2000 года в Сиднее — здесь получила бронзу в одиночках, проиграв в финале Екатерине Карстен и Румяне Нейковой.
После сиднейской Олимпиады Катрин Ручов-Штомпоровски осталась в основном составе немецкой национальной сборной и продолжила принимать участие в крупнейших международных регатах. Так, в 2001 году в одиночках она одержала победу на мировом первенстве в Люцерне, став таким образом четырёхкратной чемпионкой мира по академической гребле.
В 2002 году в одиночках выиграла бронзовую медаль на чемпионате мира в Севилье.
На чемпионате мира 2003 года в Милане добавила в послужной список серебряную награду, полученную одиночках — в финале её обошла только гребчиха из Болгарии Румяна Нейкова.
В 2004 году представляла страну на Олимпийских играх в Афинах, где обошла всех своих соперниц в программе парных одиночек и завоевала ещё одну золотую олимпийскую медаль.
За выдающиеся спортивные достижения 16 марта 2005 года была награждена высшей спортивной наградой Германии «Серебряный лавровый лист».
Впоследствии занималась тренерской деятельностью в гребных клубах Эглизау и Потсдама. Замужем за известным немецким гребцом Бернхардом Штомпоровски, чемпионом мира среди лодок лёгкого веса. Мать двоих детей.